# Разговор
Разговор представља размену речи међу двема особама. Разговор је основно средство за стварање међуљудских веза.
Стицање вештине разговарања је важан део социјализације. Постоје и науке које се баве анализирањем разговарања.
Такође постоје и телефонски разговори, који омогућавају комуникацију на даљину. 